# Jurij Pawłow
Jurij Władimirowicz Pawłow (ros. Юрий Владимирович Павлов; ur. 05 października 1950 w Leningradzie, zm. 09 lutego 2016) – rosyjski reżyser i scenarzysta filmowy i teatralny.
W  1976 ukończył Leningradzki Państwowy Instytut Teatru, Muzyki i Kinematografii, od 1984 pracował w wytwórni filmowej Lenfilm, tam od 1989 był głównym redaktorem „Warsztatów Twórczych Pierwszego i Eksperymentalnego Filmu”. Był autorem ponad 70 artykułów z dziedziny kinematografii w wydawnictwach specjalistycznych i ogólnych, w Rosji i za granicą.
Reżyserskim debiutem Pawłowa był film Sotworienije Adama.